# Moschea Sa'al
La moschea Sa'al (in arabo جامع سعال, traslietterato Masjid Sa'al) è un luogo di culto islamico di Nizwa, in Oman, situata nel quartiere Souq, e prende il nome dal vecchio mercato di Saal.

## Storia e descrizione
Si tratta di una delle moschee più antiche del paese, venendo costruita appena otto anni dopo l'egira (630) durante il regno dell'imam Salt bin Malik Al-Kharusi, poco tempo dopo la Moschea Al-Shawathna, pure a Nizwa. La sala di preghiera si trova su una piattaforma rialzata e fortificata da mura merlate, dove si erge anche una torre-minareto. L'aspetto attuale della moschea, sostenuta da pesanti contrafforti, risale in massima parte al XVI secolo, con un'aula divisa da file di pilastri (tipica dell'architettura islamica pre-ottomana) e un mihrab magnificamente modellato in malta saruj, con motivi decorativi e iscrizioni in arabo che ricordano la storia della moschea e alcuni dei pii uomini che qui studiarono e pregarono. 
La costruzione fu rinnovata più volte, l'ultima delle quali avvenne durante il regno del sultano Qaboos bin Said.

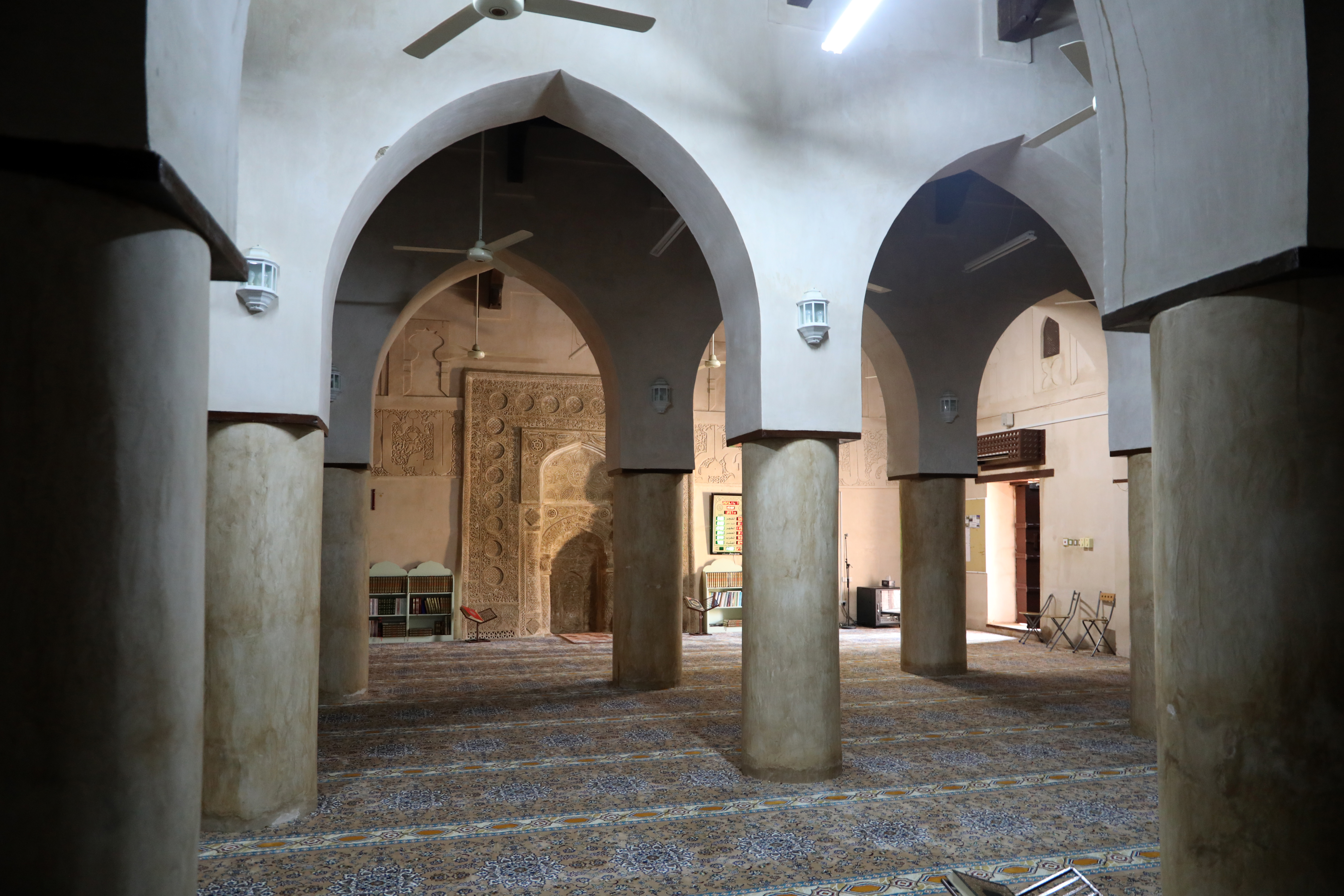
Interno
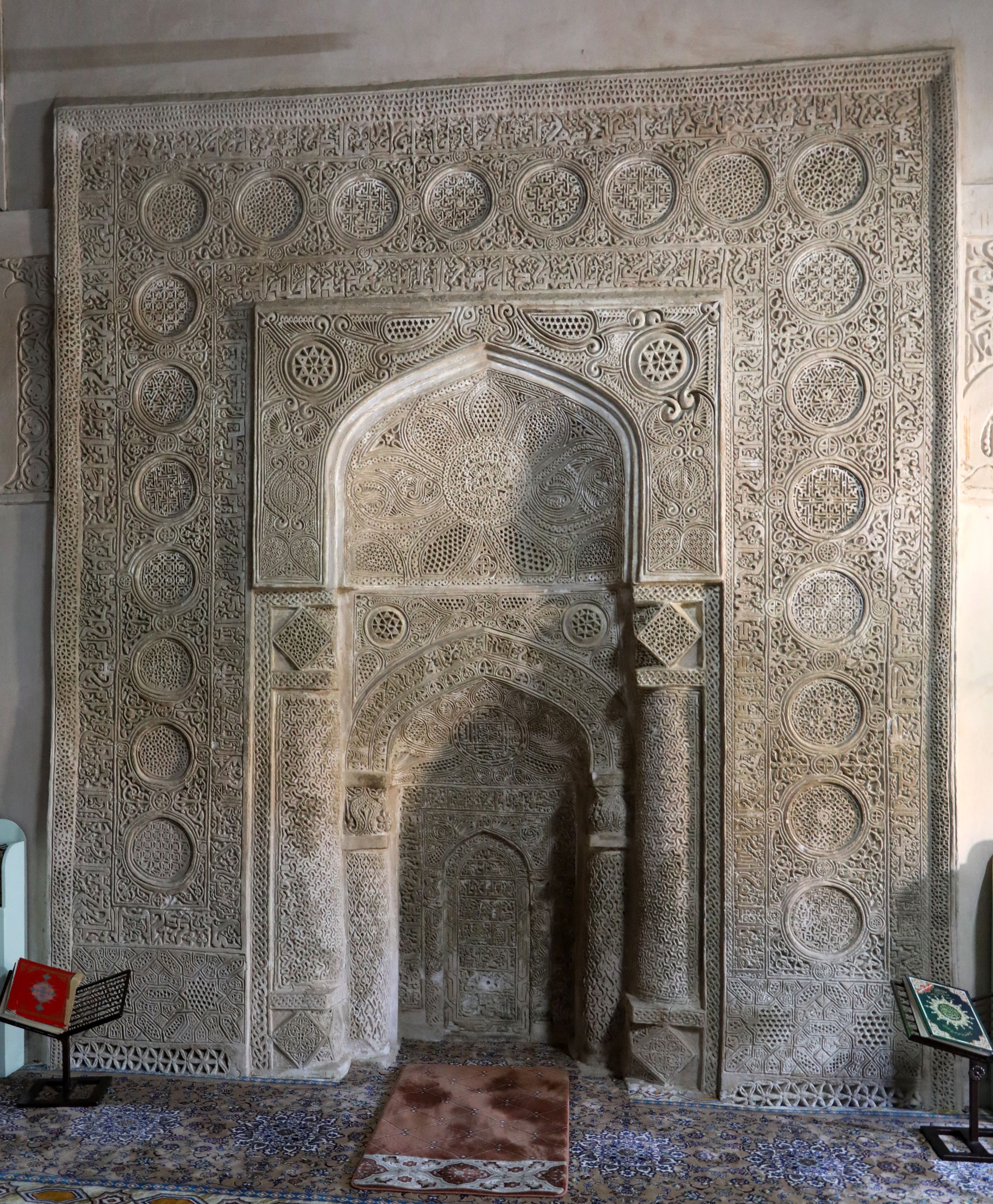
Mihrab